# Live Your Life (T.I.)
Live Your Life è una canzone hip hop di T.I., a cui partecipa la cantante pop barbadoriana Rihanna. Il brano è il sesto singolo, registrato nel 2008 e pubblicato il 10 settembre dello stesso anno, estratto dall'album Paper Trail, dello stesso T.I.. Il singolo usa un massiccio campionamento della celebre canzone Dragostea Din Tei degli O-Zone.

## Versioni del brano
La versione che è stata distribuita online e sulle radio, il 26 agosto 2008, ha una durata di 4:02, ed è stata presentata durante la cerimonia per l'assegnazione degli MTV Video Music Awards, il 7 settembre a Las Vegas. La versione presente sull'album è leggermente diversa all'inizio, e sul finale, che viene cantato solo da Rihanna.

## Video musicale
Il video musicale relativo al brano è stato trasmesso in anteprima il 28 ottobre 2008 e vede partecipi nella prima parte T.I. e nella seconda Rihanna, con qualche apparizione con alcune scene sovrapposte alla "trama" ufficiale.
Il video è girato in medias res e racconta, tramite vari flashback, la storia di un uomo, T.I., che decide di lasciare una potente organizzazione criminale. La Dragostea Din Tei intanto scorre come colonna sonora delle immagini. In seguito, tuttavia, i suoi ex-compagni lo raggiungono e dopo una breve lite lo trascinano su una jeep. Il gruppo si dirige verso un acquedotto di scarico di Los Angeles, dove abbandonano l'uomo ferito e ripartono subito. Ma l'uomo si rialza, avendola scampata bella, e con un fazzoletto si pulisce le ferite, alternato a lui stesso che canta con sfalsamenti d'immagine, o da solo o insieme a Rihanna. Nel frattempo, la barbadiana è in camerino, guarda lo schermo, si alza o si lima le unghie e canta nel frattempo i versi aerei della canzone (Eeeh-ehh-ehh...). Queste scene, sapientemente fatte scorrere in modo diretto l'una verso l'altra con un dissipamento veloce, sono intervallate fra loro e da quelle di Rihanna. La star pronunzia i versi del brano mentre si prepara prima di entrare sul palco d'un locale, ed intanto scorrono le scene delle ultime ore dell'uomo a partire dalla sua decisione di lasciare l'organizzazione. Gli astanti sono fermi ed impassibili all'apparire della giovane, proprio per enunciare ancora di più la loro chiusura mentale. Sono condensate di un'atmosfera cupa e tenebrosa, che s'avvicina a quella d'un altro singolo e video di Rihanna, Disturbia. Infatti, tutte le scene sono oscurate e molto tenebrose, per enfatizzare un clima di tensione e affanno psicologico degli astanti. Successivamente un uomo la applaude e la giovane popstar china la testa in segno di ringraziamento e se ne va.
Infine si vedrà T.I. che, uscito da dietro ad una tenda, consegnerà ad un uomo un cd e il video si concluderà.

## Tracce
1. Live Your Life (Clean) – 4:05
2. Live Your Life (Instrumental) – 5:45
3. Live Your Life (Explicit Radio Edit) – 4:02
4. Live Your Life (Explicit Album Version) – 5:38

## Successo commerciale
"Live your Life" è il singolo di maggior successo nella carriera di T.I.. Sulle radio Americane, nel periodo 26 agosto - 10 settembre, la canzone è stata trasmessa ben 550 volte. Il singolo è invece uscito il 10 settembre 2008. Ad oggi la canzone è arrivata alla numero 1 della Billboard Hot 100 in sole due settimane, compiendo un salto dalla pos. 80 alla 1. "Live your Life" è stato uno dei pochi singoli dell'era digitale ad aver raggiunto la #1 Americana prima di avere un videoclip, diventando la quinta numero uno di Rihanna.

## Classifiche

### Classifiche settimanali
| Classifica (2008) | Posizione massima |
| ----------------- | ----------------- |
| Australia         | 3                 |
| Austria           | 5                 |
| Belgio (Fiandre)  | 15                |
| Belgio (Vallonia) | 19                |
| Canada            | 4                 |
| Danimarca         | 15                |
| Francia           | 17                |
| Germania          | 12                |
| Irlanda           | 3                 |
| Norvegia          | 6                 |
| Nuova Zelanda     | 2                 |
| Paesi Bassi       | 21                |
| Regno Unito       | 2                 |
| Stati Uniti       | 1                 |
| Svezia            | 6                 |
| Svizzera          | 8                 |

### Classifiche di fine anno
| Classifica (2008) | Posizione |
| ----------------- | --------- |
| Australia         | 45        |
| Canada            | 98        |
| Regno Unito       | 38        |
| Stati Uniti       | 37        |
| Svezia            | 99        |
| Svizzera          | 83        |
| Classifica (2009) | Posizione |
| Australia         | 75        |
| Austria           | 71        |
| Canada            | 24        |
| Germania          | 94        |
| Stati Uniti       | 18        |
| Svizzera          | 70        |

### Classifiche decennali
| Classifica (2000-09) | Posizione |
| -------------------- | --------- |
| Australia            | 81        |

### Classifiche di tutti i tempi
| Classifica (1963-21) | Posizione |
| -------------------- | --------- |
| Stati Uniti          | 202       |